# Corticarina arizonensis
Corticarina arizonensis es una especie de coleóptero de la familia Latridiidae.

## Distribución geográfica
Habita en Arizona (Estados Unidos).